# Arzacq-Arraziguet
Arzacq-Arraziguet é uma comuna francesa na região administrativa da Nova Aquitânia, no departamento dos Pirenéus Atlânticos. Estende-se por uma área de 15,23 km². Em 2010 a comuna tinha 1 094 habitantes (densidade: 71,8 hab./km²).